# Margaret Woodlock
Margaret Woodlock, född 20 maj 1938, är en friidrottare från Australien. Hon deltog vid olympiska sommarspelen 1956.